# Monserrat Creamer
Monserrat Creamer Guillén (Miranda, Venezuela; 1947) es una educadora y política ecuatoriana. Se desempeñó como ministra de Educación de Ecuador desde el 27 de junio de 2019 hasta el 24 de mayo de 2021, durante el gobierno del presidente Lenín Moreno.

## Biografía
Monserrat Creamer Guillén nació en Venezuela y posee nacionalidad ecuatoriana. Es licenciada en Filosofía por la Pontificia Universidad Católica del Ecuador (PUCE). Obtuvo una Maestría en Educación y Comunicación en la Universidad Politécnica Salesiana y una Maestría en Educación (Master of Arts) en la Universidad de Alabama en Estados Unidos. Además, es doctora en Educación por la Universidad Autónoma de Madrid.
Se desempeñó como coordinadora de programas educativos en la Universidad San Francisco de Quito y en la Universidad de las Américas. También fue directora de Educación del Grupo FARO, una organización dedicada a la investigación y desarrollo de políticas públicas.
En el sector público, ocupó cargos como Subsecretaria de Fundamentos Educativos (2012) y Subsecretaria de Desarrollo Profesional Educativo en el Ministerio de Educación del Ecuador (2012-2013). Entre 2010 y 2013, fue asesora del Ministerio de Educación, encargada de la dirección del proyecto para la creación de la Universidad Nacional de Educación (UNAE).

### Gestión como ministra de Educación
El 27 de junio de 2019, fue designada ministra de Educación de Ecuador mediante el Decreto Ejecutivo N.º 811, en reemplazo de Milton Luna.
Durante su gestión, lideró la implementación de la estrategia "Aprendemos Juntos en Casa" para garantizar la continuidad educativa durante la pandemia de COVID-19. Esta estrategia combinó medios digitales, radiofónicos y televisivos, y promovió un currículo compacto centrado en objetivos de aprendizaje esenciales.
Representó a Ecuador en foros internacionales organizados por la UNESCO, UNICEF, Microsoft, la Escuela de Educación de Harvard y el Banco Mundial, compartiendo estrategias adoptadas por el país durante la crisis sanitaria.

### Actividades posteriores
Tras dejar el Ministerio de Educación en 2021, Creamer ha continuado vinculada a la educación superior como profesora de posgrado en la Universidad de Especialidades Espíritu Santo (UEES). También fue incorporada como miembro benefactora de la Academia Nacional de Historia del Ecuador, en reconocimiento a su trayectoria profesional.